# Estadio Internacional de El Cairo
El Estadio Internacional de El Cairo (en árabe: "ستاد القاهرة الدولي" o Stad El-Qahira El-Dawly) es un estadio multipropósito ubicado en Ciudad Nasr, un suburbio de la ciudad de El Cairo, capital de Egipto. Es el estadio de estándares olímpicos más grande de África y Oriente Medio. Su construcción fue completada en 1960, y fue inaugurado por el presidente Gamal Abdel Nasser durante las celebraciones nacionales del 23 de julio de aquel año, octavo aniversario de la Revolución Egipcia de 1952. El arquitecto del estadio fue el alemán Werner March, que había diseñado el Estadio Olímpico de Berlín entre 1934 y 1936.
Anfitrión de los Juegos Panafricanos de 1991, en 2005 fue objeto de una remodelación, como parte de los preparativos de cara a la Copa Africana de Naciones de 2006.

## Eventos disputados

### Copa Africana de Naciones 2006
- El estadio albergó nueve partidos de la Copa Africana de Naciones 2006.
| Fecha                | Selección #1 | Resultado      | Selección #2    | Ronda                 | Espectadores |
| -------------------- | ------------ | -------------- | --------------- | --------------------- | ------------ |
| 20 de enero de 2006  | Egipto       | 3–0            | Libia           | Primera fase, Grupo A | 65,000       |
| 21 de enero de 2006  | Marruecos    | 0–1            | Costa de Marfil | Primera fase, Grupo A | 8,000        |
| 24 de enero de 2006  | Libia        | 1–2            | Costa de Marfil | Primera fase, Grupo A | 42,000       |
| 24 de enero de 2006  | Egipto       | 0–0            | Marruecos       | Primera fase, Grupo A | 67,000       |
| 28 de enero de 2006  | Egipto       | 3–1            | Costa de Marfil | Primera fase, Grupo A | 74,000       |
| 29 de enero de 2006  | Angola       | 3–2            | Togo            | Primera fase, Grupo B | 4,000        |
| 3 de febrero de 2006 | Egipto       | 4–1            | RD Congo        | Cuartos de final      | 74,000       |
| 7 de febrero de 2006 | Egipto       | 2–1            | Senegal         | Semifinal             | 74,100       |
| 7 de febrero de 2006 | Egipto       | 0–0 (4-2 pen.) | Costa de Marfil | Final                 | 74,100       |

### Copa Africana de Naciones 2019

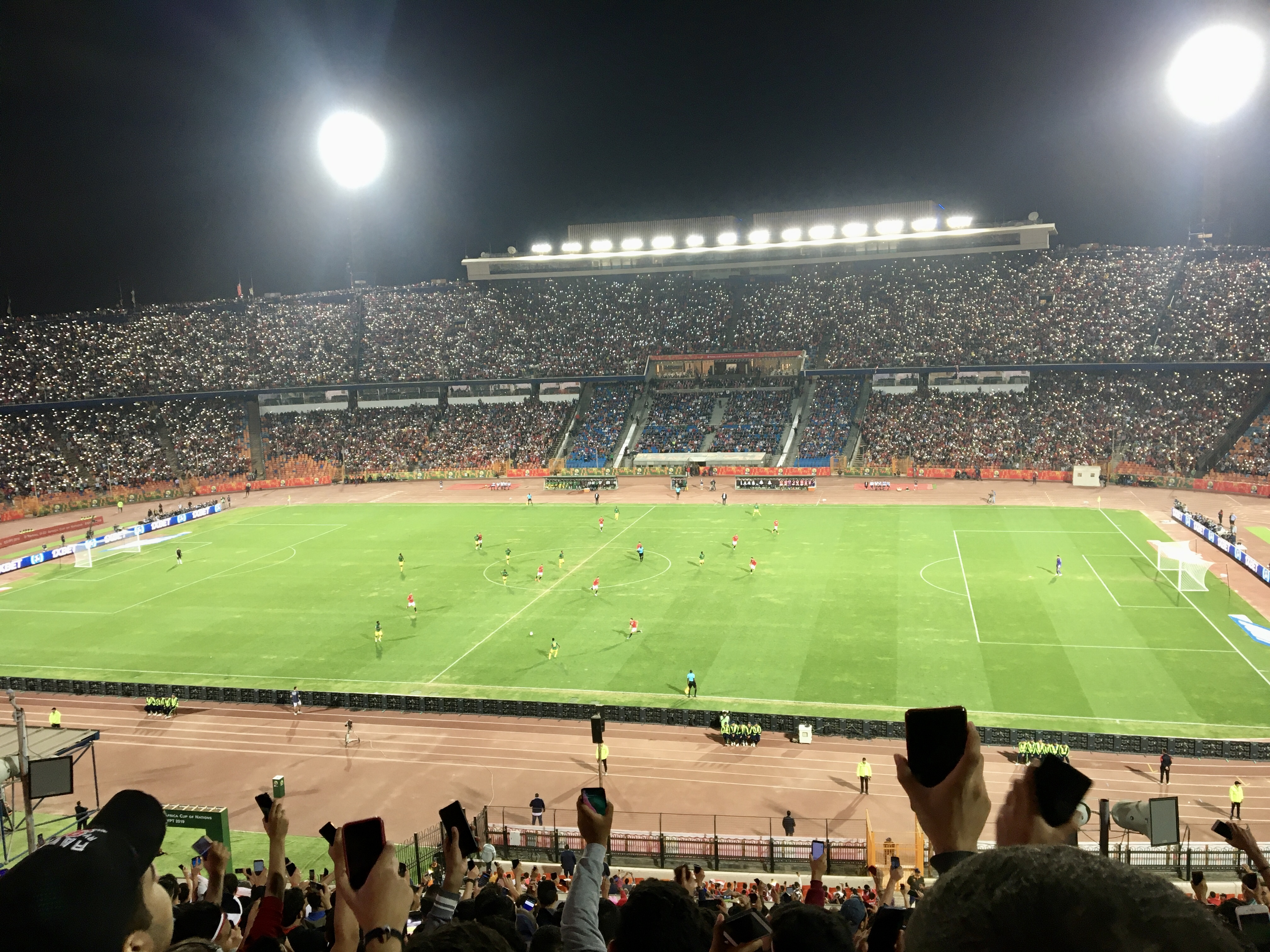
Estadio en 2019.

- El estadio albergó diez partidos de la Copa Africana de Naciones 2019.
| Fecha               | Selección #1 | Resultado | Selección #2 | Ronda                 | Espectadores |
| ------------------- | ------------ | --------- | ------------ | --------------------- | ------------ |
| 21 de junio de 2019 | Egipto       | 1–0       | Zimbabue     | Primera fase, Grupo A | 73,299       |
| 22 de junio de 2019 | RD Congo     | 0–2       | Uganda       | Primera fase, Grupo A | 1,083        |
| 26 de junio de 2019 | Uganda       | 1–1       | Zimbabue     | Primera fase, Grupo A | 73,589       |
| 26 de junio de 2019 | Egipto       | 2–0       | RD Congo     | Primera fase, Grupo A | 74,219       |
| 30 de junio de 2019 | Uganda       | 0–2       | Egipto       | Primera fase, Grupo A | 74,566       |
| 5 de julio de 2019  | Uganda       | 0–1       | Senegal      | Octavos de final      | 6,950        |
| 6 de julio de 2019  | Egipto       | 0–1       | Sudáfrica    | Octavos de final      | 75,000       |
| 10 de julio de 2019 | Nigeria      | 2–1       | Sudáfrica    | Cuartos de final      | 48,343       |
| 14 de julio de 2019 | Argelia      | 2–1       | Nigeria      | Semifinal             | 49,775       |
| 19 de julio de 2019 | Senegal      | 0–1       | Argelia      | Final                 | 75,000       |

### Copa África-Asia-Pacífico
El estadio albergó un partido de la Copa Intercontinental de la FIFA 2024.
| Fecha                 | Club #1 | Resultado | Club#2 | Ronda         | Espectadores |
| --------------------- | ------- | --------- | ------ | ------------- | ------------ |
| 29 de octubre de 2024 | Al-Ahly | 3–0       | Al-Ain | Segunda ronda | 51,602       |